# خورخه ریبولزی
خورخه ریبولزی (انگلیسی: Jorge Ribolzi؛ زادهٔ january ۲۵, ۱۹۵۳ (۷۲ سال)) بازیکن فوتبال اهل آرژانتین است.
از باشگاه‌هایی که در آن بازی کرده‌است می‌توان به باشگاه فوتبال دپورتیوو لاکرونیا اشاره کرد.